# Polyrhachis tianjingshanensis
Polyrhachis tianjingshanensis is een mierensoort uit de onderfamilie van de schubmieren (Formicinae). De wetenschappelijke naam van de soort is voor het eerst geldig gepubliceerd in 2008 door Quin & Zhou.